# Paul Egell

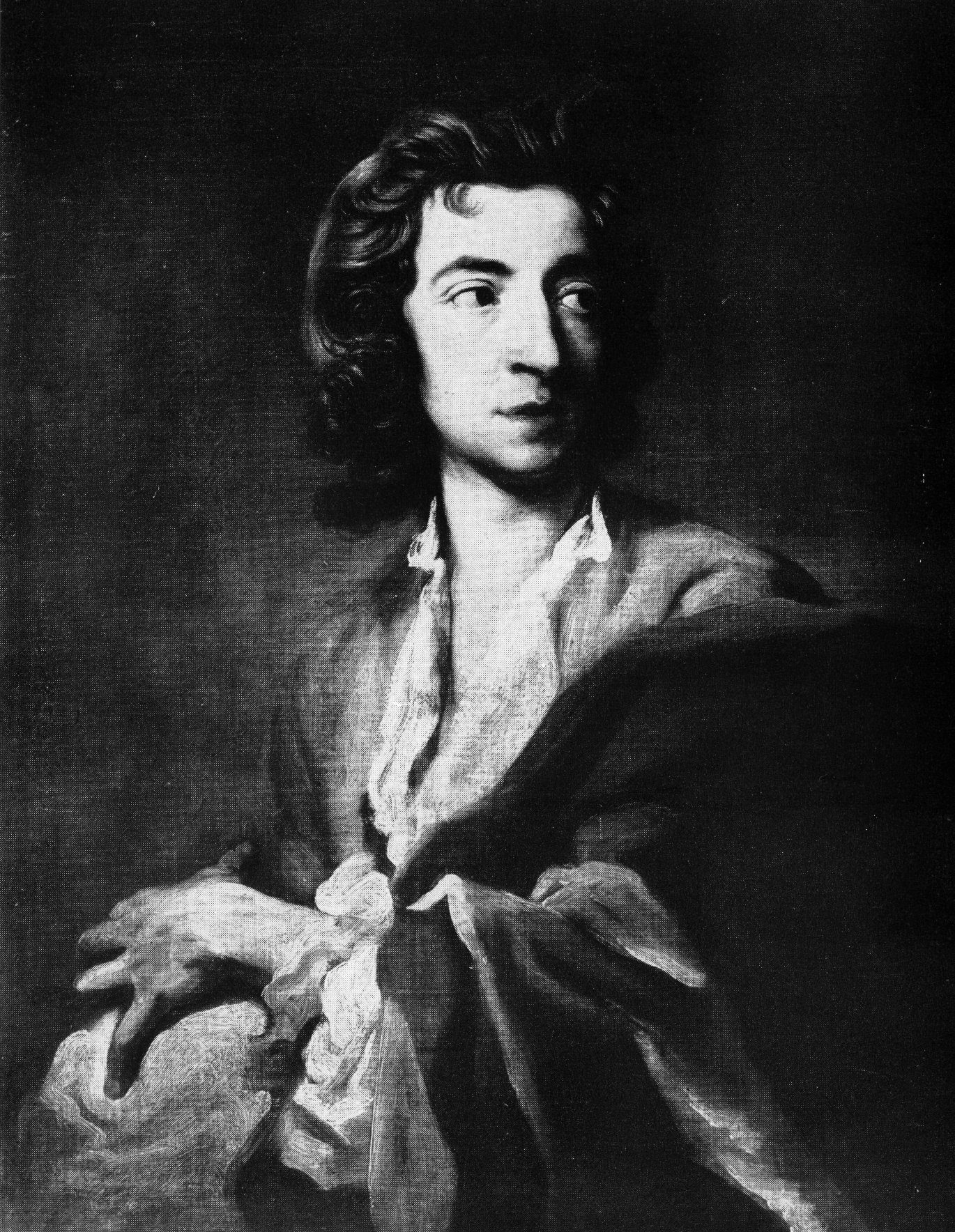
Paul Egell um 1730

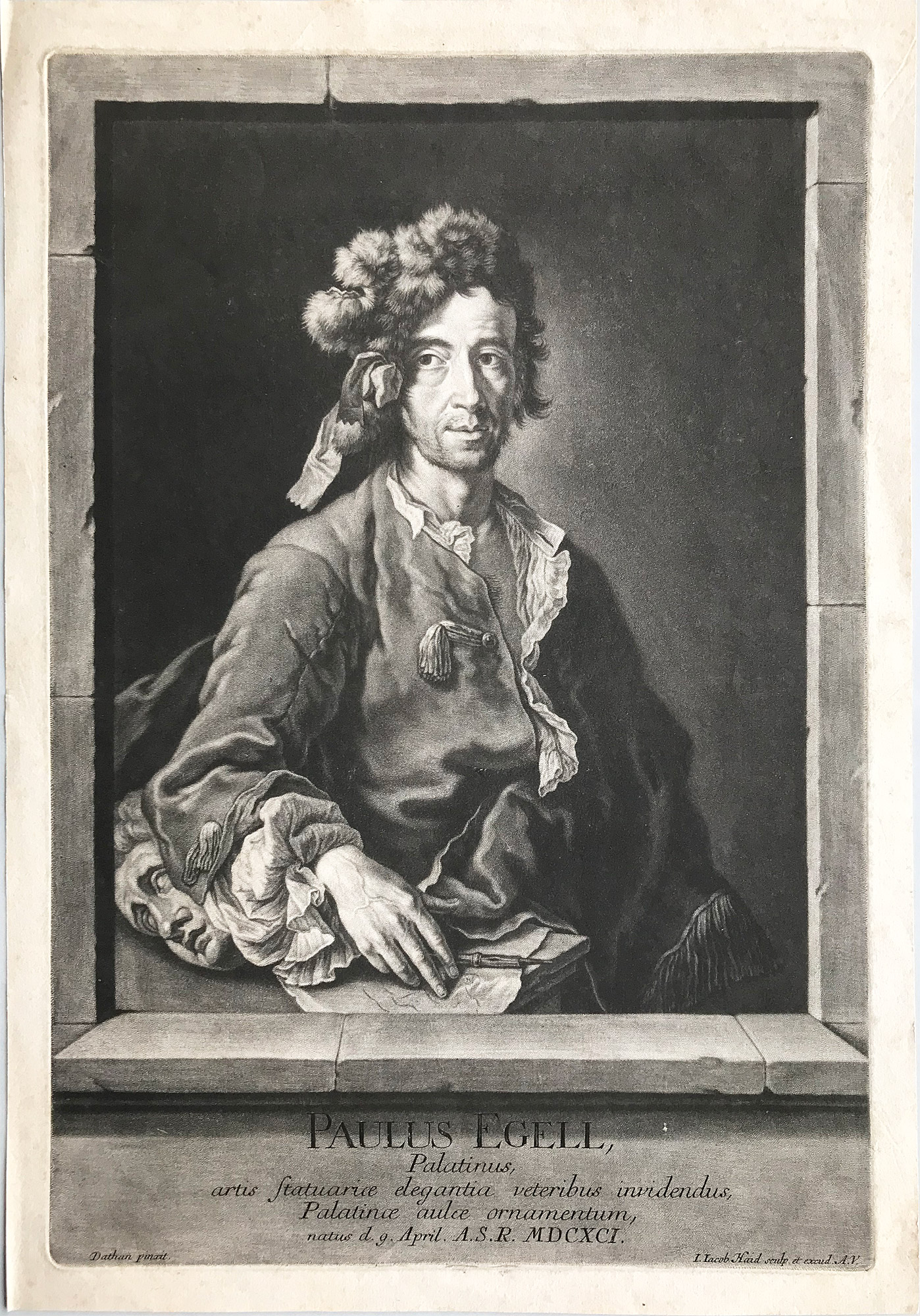
Porträt des kurpfälzischen Hofbildhauers Paul Egell

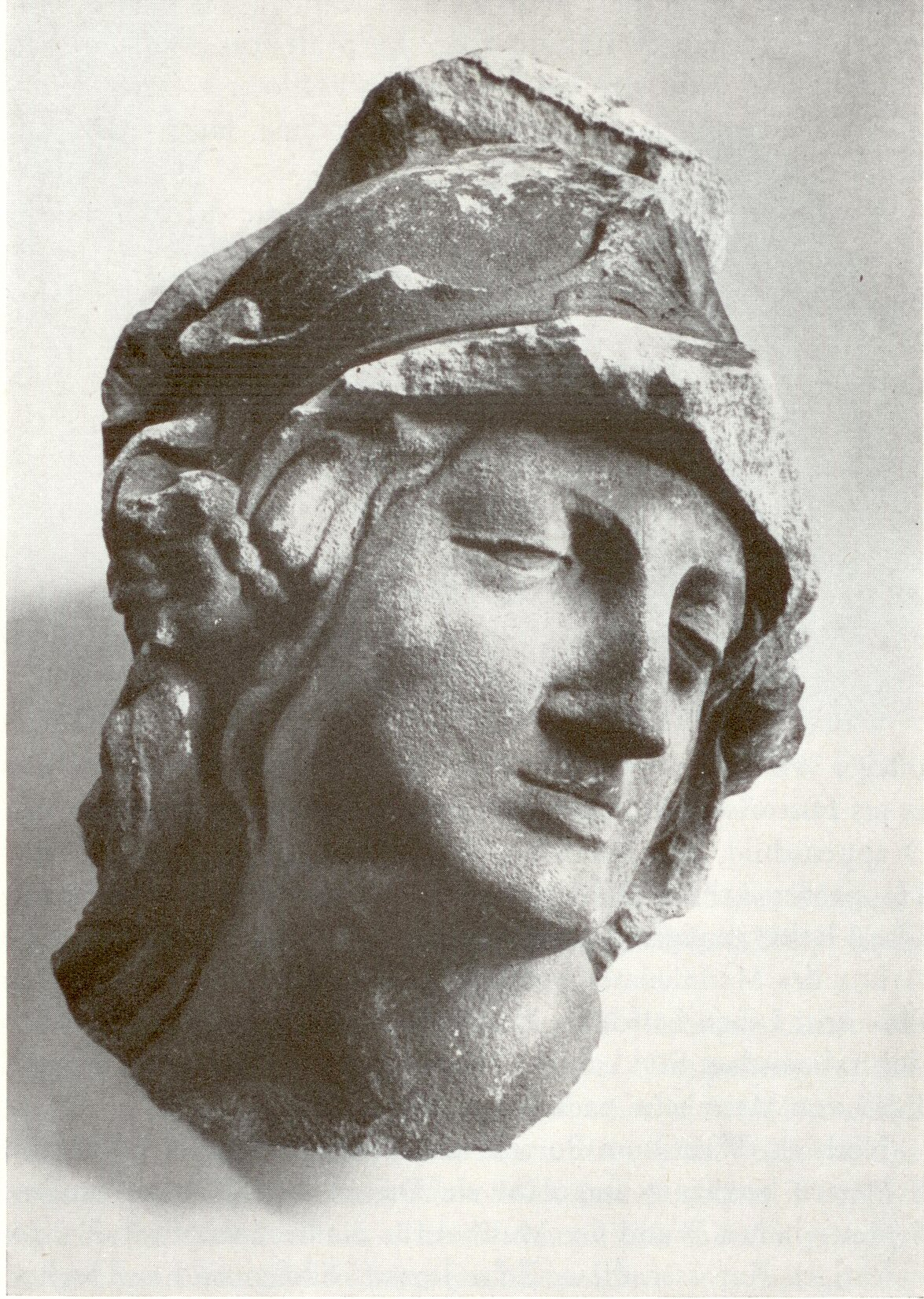
Kopf der Minerva. Spolie vom Palais Thurn und Taxis

Paul Johann Egell (* 9. April 1691 in Waibstadt; † 10. Januar 1752 in Mannheim) war ein deutscher Bildhauer und Stuckateur.

## Leben
Paul Egell entstammt einer Einwanderungsfamilie aus der Schweiz. Egells Großvater kam um die 1650er Jahre in die Kurpfalz, da der katholisch gewordene Kurfürst sein im Dreißigjährigen Krieg zerstörtes Territorium wiederaufbauen wollte. Auf Grund seiner katholischen Herkunft ließ er sich in Waibstadt, einer katholischen Enklave in der sonst protestantischen Kurpfalz nieder.
Paul Egells Großmutter sowie weitere Verwandte und Familienangehörige wurden in die Rosenkranzbruderschaft aufgenommen. Die Bruderschaft unterhielt in Waibstadt eine Kapelle. Egells Großmutters Mitgliedschaft zeugt von einer tiefen Frömmigkeit der Familie. Diese Frömmigkeit zeigt sich unter anderem in der marieristisch-gebrochenen Formsprache Egells in Schnitzereien und Affektdarstellungen.
Nach Lehrjahren bei Permoser in Dresden wurde Paul Egell 1721 durch Kurfürst Carl Philipp zum Hofbildhauer in Mannheim berufen. Er gilt als einer der feinsinnigsten Meister des frühen Rokoko. Ignaz Günther war bis 1752 sein bedeutendster Schüler. Peter Anton von Verschaffelt wurde zu seinem Nachfolger ernannt.
Von seinen Werken sind noch zu sehen:
- Sog. Spielende Nymphe im Nymphenbad im Zwinger (Dresden)
- Stuckreliefs im Mannheimer Schloss (Masken an den Schlossarkaden, Giebelreliefs an der Schlosskirche).
- Giebelreliefs an der Jesuitenkirche und Entwurf der dortigen Silbermadonna und des Orgelprospekts.
- Hölzernes und elfenbeinernes Kruzifix (um 1725) (Ausgestellt im Diözesanmuseum Mainz).
- Kalvarienberg (Ausgestellt im Diözesanmuseum Mainz).

1734/1735 arbeitete Egell im Auftrag des Generalpostmeisters und Fürsten Anselm Franz von Thurn und Taxis am Bau des Palais Thurn und Taxis in Frankfurt am Main. Das barocke Stadtschloss wurde 1944 im Zweiten Weltkrieg zerstört, so dass von den Stuckaturen und Bildhauerarbeiten Egells heute außer einigen Spolien nur noch diejenigen Teile erhalten sind, die Ende des 19. Jahrhunderts nach Regensburg in die dortige Residenz der Fürsten von Thurn und Taxis überführt worden waren.
Kurz vor seinem Tod hatte er noch den Entwurf für den chinesischen Pavillon in Oggersheim fertiggestellt. Die Ausführung übernahm sein Sohn Augustin Egell.